# Something Like a Bag
Something Like a Bag è un cortometraggio muto del 1915 diretto da Frank Wilson.

## Trama
Agli occhi di un ladro ubriaco la borsa con la refurtiva continua a diventare grande o a ridursi di dimensione.

## Produzione
Il film fu prodotto dalla Hepworth.

## Distribuzione
Distribuito dalla Hepworth, il film - un cortometraggio di 145,8 metri - uscì nelle sale cinematografiche britanniche nel maggio 1915.
Fu distrutto nel 1924 dallo stesso produttore, Cecil M. Hepworth. Fallito, in gravissime difficoltà finanziarie, Hepworth pensò in questo modo di poter almeno recuperare il nitrato d'argento della pellicola.